# Bernd Wiedmann
Bernd Wiedmann (* 10. Juli 1942 in Weingarten; † 8. April 2009 in Flims, Kanton Graubünden) war ein deutscher Jurist und Kommunalpolitiker der CDU.

## Ausbildung und Beruf
1962 legte Bernd Wiedmann am Neusprachlichen Gymnasium in Hechingen sein Abitur ab. Nach seinem Wehrdienst studierte er 1964 bis 1968 Rechtswissenschaften an der Eberhard Karls Universität Tübingen und wurde 1971 zum Dr. jur. promoviert.

## Politische Tätigkeit
Im Herbst 1971 wurde er als Mitglied der CDU in den Gemeinderat der Stadt Hechingen gewählt, legte jedoch am 31. Dezember 1973 sein Amt wieder nieder, da er nach Sipplingen umzog. Ab 1972 war er Beamter in der Innenverwaltung des Landes Baden-Württemberg. 1977 wurde er zum Landrat des Bodenseekreises gewählt. Er übernahm das Amt im Januar 1978 von seinem Vorgänger Martin Herzog, der zum Oberbürgermeister der Stadt Friedrichshafen gewählt wurde. Als Martin Herzog als Minister für Wirtschaft, Mittelstand und Technologie in die von Ministerpräsident Lothar Späth geführte Landesregierung berufen wurde, trat Wiedmann für die CDU bei der Oberbürgermeisterwahl in Friedrichshafen an. Am 10. März 1985 wurde er erstmals und am 14. März 1993 zum zweiten Mal gewählt. Während seiner sechzehnjährigen Amtszeit setzte Wiedmann Schwerpunkte in zahlreichen Bereichen. Da die Bevölkerung Friedrichshafens in diesem Zeitraum um etwa 5000 Bewohner anwuchs, wurden 20 Baugebiete erschlossen und rund 5900 Wohneinheiten erstellt. Eine wichtige Investitionsquelle war die Zeppelin-Stiftung, die nicht nur zur Weiterentwicklung der ZF Friedrichshafen zu einem international bedeutenden Unternehmen beitrug, sondern auch soziale Projekte wie das städtische Krankenhaus und die Vereinskultur förderte. Die Entwicklung der Infrastruktur mit dem Bau des neuen Messegebäudes, dem Bau des Graf-Zeppelin-Hauses, dem Ausbau der B 31 einschließlich der Ortsumfahrung sowie die Förderung des Flughafens waren zentrale Maßnahmen seiner Amtszeit. 1990 schloss Friedrichshafen eine Städtepartnerschaft mit Delitzsch in Sachsen.
Am 11. März 2001 wurde er als Oberbürgermeister nicht wiedergewählt. Sein Amtsnachfolger wurde der Kandidat der SPD Josef Büchelmeier mit nur 2 Wählerstimmen in Mehrheit. Nach seiner Abwahl war er als Berater einer Rechtsanwaltskanzlei in Fürth tätig.
Von 1989 bis zu seinem Tod war Wiedmann Mitglied im Kreistag des Bodenseekreises.

## Sonstige Ämter, Ehrungen und Auszeichnungen
In der Funktion als Oberbürgermeister war Wiedmann ab 1985 Aufsichtsratsvorsitzender der ZF Friedrichshafen. Dieses Amt hatte er bis 2003 inne. Neben Max Mugler, dem damaligen Geschäftsführer der Luftschiffbau Zeppelin GmbH, setzte sich Bernd Wiedmann ab dem Jahr 1989 maßgeblich für die Entscheidung zur Entwicklung und den Bau des Zeppelin NT ein.
Seit 1988 war er auch Vorsitzender des Aufsichtsrats der Messe Friedrichshafen. Des Weiteren war er Mitglied im Wirtschaftsausschuss des Vereins der Freunde der Universität Tübingen und Vorsitzender der Christlichen Hospizstiftung Friedrichshafen. 2008 erhielt er für sein Engagement in der Hospizstiftung das Ehrenzeichen der Stiftung Liebenau.
Für seine Verdienste um die Stadt Friedrichshafen wurde Bernd Wiedmann nach seiner Abwahl am 16. Mai 2001 der Ehrenring der Stadt verliehen, nachdem es eine Diskussion um die Qualität der Ehrung zwischen der CDU und den anderen Parteien gegeben hatte.
1992 wurde er zum Ehrensenator der Eberhard-Karls-Universität Tübingen ernannt.

## Familie und Privates
Bernd Wiedmann war 36 Jahre lang mit seiner Frau Hella verheiratet und ist Vater einer Tochter. Seit 1982 wohnte er in Efrizweiler, das zum Friedrichshafener Teilort Kluftern gehört.
Er starb am 8. April 2009 im Alter von 66 Jahren an den Folgen eines Skiunfalls in Flims, Graubünden.